# Souza (ur. 1979)
Souza, właśc. Willamis de Souza Silva (ur. 4 lutego 1979 w Maceió) – piłkarz brazylijski, występujący na pozycji pomocnika.

## Kariera klubowa
Karierę piłkarską Souza rozpoczął w klubie CSA Maceió w 1998. Z CSA zdobył mistrzostwo stanu Alagoas – Campeonato Alagoano w 1999. Dobra gra zaowocowała transferem do Botafogo FR. W Botafogo nie mógł wywalczyć miejsca w składzie, dlatego w 2001 przeszedł do paragwajskiego Libertadu Asunción. Powrocie do Brazylii grał kolejno w Guarani FC, ponownie w CSA i Portuguesie Santista, z której trafił do São Paulo FC w 2003.
W lidze brazylijskiej zadebiutował 13 kwietnia 2003 w zremisowanym 1-1 meczu z Criciúmą. Rok 2005 był dla niego pasmem sukcesów. Na arenie lokalnej zdobył z São Paulo mistrzostwo stanu São Paulo – Campeonato Paulista. Na arenie międzynarodowej Copa Libertadores 2005 (Souza wystąpił tylko w końcówce drugiego meczu finałowego z Athletico Paranaense) oraz Klubowe Mistrzostwo Świata (turniej przesiedział na ławce rezerwowych). W następnych dwóch latach zdobywał mistrzostwo Brazylii. Na początku 2008 wyjechał do francuskiego Paris Saint-Germain.
W Ligue 1 zadebiutował 9 lutego 2008 w zremisowanym 0-0 Le Mans FC. Z PSG zdobył Puchar Ligi Francuskiej. Latem 2008 został wypożyczony do Grêmio Porto Alegre, by roku został wykupiony przez klub z Porto Alegre. Z Grêmio zdobył mistrzostwo stanu Rio Grande do Sul – Campeonato Gaúcho w 2010. W styczniu 2011 został zawodnikiem Fluminense FC.
W barwach Flu zadebiutował 20 stycznia 2011 w wygranym 1-0 meczu z Bangu AC. Nie był to udany debiut, gdyż już 38 min. meczu został ukarany czerwoną kartką. W 2012 zdobył mistrzostwo stanu Rio de Janeiro – Campeonato Carioca. Mając problemy z wywalczeniem miejsca w podstawowym składzie Fluminense w maju 2012 został wypożyczony do Cruzeiro EC. W Cruzeiro zadebiutował 3 maja 2012 w przegranym 0-1 meczu w Copa do Brasil z Athletico Paranaense.

## Sukcesy
- Mistrzostwo stanu Alagoas – 1999
- Mistrzostwo stanu São Paulo – 2005
- Copa Libertadores – 2005
- Klubowe Mistrzostwo Świata – 2005
- Mistrzostwo ligi brazylijskiej – 2006, 2007
- Puchar Ligi Francuskiej – 2008